# Chudi
Chudi (in russo Худи?) è un singolo del rapper russo GeeGun, del duo musicale russo Artik & Asti e del cantante russo Niletto, pubblicato il 18 ottobre 2024.
È stato riconosciuto col Žara Music Award alla canzone dell'anno e candidato per due premi sia alla gala di RU.TV che della Muz-TV; alle penultime due, ha trionfato come miglior collaborazione.

## Promozione
È stato esibito per la prima volta dal vivo ai Žara Media Awards e in televisione all'evento annuale Tancy! Ëlka! Muz-TV! 2025, andato in onda su Muz-TV.

## Video musicale
Il video è stato reso disponibile in concomitanza con l'uscita del brano attraverso il canale YouTube di GeeGun.

## Tracce
Testi di Denis Aleksandrovič Ustimenko-Vejnštein, Sevil' Fuadovna Velieva e Danil Sergeevič Prytkov, musiche di Andrej Sergeevič Polov.
1. Chudi – 2:46

## Formazione
- GeeGun – voce
- Artik & Asti – voci
- Niletto – voce
- ĖndiĖndi – produzione

## Classifiche
| Classifica (2024-25) | Posizione massima |
| -------------------- | ----------------- |
| Bielorussia          | 103               |
| Estonia              | 48                |
| Kazakistan           | 11                |
| Moldavia             | 6                 |
| Russia               | 1                 |